# Народничество
Наро́дничество — идеология и общественно-политическое движение, существовавшее в Российской империи в 1860—1910-х годах, выступавшее за «сближение» интеллигенции с простым народом в поисках своих корней, своего места в государстве и мире.
Движение народничества было связано с идеей потери интеллигенцией своей связи с «народной мудростью», «народной правдой». Господствовавшее в 1860—1880 годах в России течение социально-политической мысли. Выделяют следующие направления народничества: революционное, либеральное, анархистское. В советской историографии народничество представляло второй («разночинский») этап революционного движения в России, пришедший на смену «дворянскому» (декабристам) и предшествовавший «пролетарскому» (марксистскому) этапу.
Энциклопедический словарь Брокгауза и Ефрона отмечал, что термин не имеет точного значения. В конце 1880-х годов, когда шла полемика между «либеральной» журналистикой и уличным патриотизмом, так могли называть сторонников шовинизма и разнуздывания толпы. В то же время термин часто употреблялся как синоним демократизма и интереса к народу.
Малый энциклопедический словарь Брокгауза и Ефрона определял народничество как направление в русской литературе с начала 1870-х годов, ставившее себе задачей изучение разных сторон народной жизни и сближение интеллигенции с народом, преимущественно с крестьянством, обращавшееся к нему, считая, что в народной массе живут общественные и этические идеалы (общинное и артельное начало, религиозные искания и т. д.), могущие стать исходными пунктами социального переустройства.
Новый энциклопедический словарь уточнял: в XX веке, особенно после 1905 года, спор об «особенностях» русского народного склада почти прекратился, и термин народничество применялся почти исключительно в тесно-политическом смысле. В противоположность «марксистам», «народниками» называли как «социалистов-революционеров», так и партию «народных социалистов».

## Зарождение

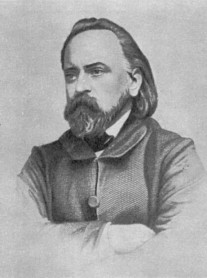
А. И. Герцен, идеолог русского социализма

Идеология народничества основывалась на системе «самобытности» и самобытном пути развития России к социализму, минуя капитализм. Объективными условиями появления в России такой идеи явились слабое развитие капитализма и наличие крестьянской поземельной общины. Основы этого «русского социализма» были сформулированы на рубеже 1840—1850-х годов А. И. Герценом. Поражение революций 1848—1849 годов в странах Западной Европы произвело глубокое впечатление на Герцена, породило у него неверие в европейский социализм, разочарование в нём. Сопоставляя судьбы России и Запада, Герцен пришёл к выводу, что социализм сначала должен утвердиться в России, и основной «ячейкой» его станет крестьянская поземельная община. Крестьянское общинное землевладение, крестьянская идея права на землю и мирское самоуправление явятся, по Герцену, основой построения социалистического общества. Так возник «русский (или общинный) социализм» Герцена.
«Русский социализм» Герцена был ориентирован на крестьянство как свою социальную базу, поэтому получил также название «крестьянского социализма». Его главные цели состояли в освобождении крестьян с землёй без всякого выкупа, ликвидации помещичьего землевладения, введении крестьянского общинного самоуправления, независимого от местных властей, демократизации страны. «Сохранить общину и освободить личность, распространить сельское и волостное самоуправление на города, на государство в целом, поддерживая при этом национальное единство, развить частные права и сохранить неделимость земли — вот основной вопрос революции»,— писал Герцен. Эти положения Герцена впоследствии были восприняты народниками, поэтому его называют основоположником, «предтечей» народничества.
Идея общинного социализма, сформулированная Герценом, была развита Н. Г. Чернышевским. Но, в отличие от Герцена, Чернышевский иначе смотрел на общину. Для него община — патриархальный институт русской жизни, которая призвана сначала выполнить роль «товарищеской формы производства» параллельно с капиталистическим производством. Затем она вытеснит капиталистическое хозяйство и окончательно утвердит коллективное производство и потребление. После этого община исчезнет как форма производственного объединения.
Возникнув в 1870-х годах, этот термин применяется относительно разных течений общественного движения. Так, в начале 1880-х годов, когда шла ожесточённая полемика между «либеральной» журналистикой и уличным патриотизмом, словом «народники» иногда обозначались представители грубого шовинизма и разнуздывания инстинктов толпы. Понятие «народничество» часто употреблялось как синоним демократизма и вообще интереса к простому народу. Так, в обзорах русской литературы обыкновенно выделяли в одну общую группу «беллетристов-народников» и включали в неё как Г. И. Успенского, так и Н. Н. Златовратского, хотя они — представители весьма различных взглядов на народную жизнь. Наименование «народник» почти никто из писателей и публицистов за собой не признавал. Один только Каблиц-Юзов назвал свои взгляды «основами народничества», чем немало содействовал тому, что многие, по существу своих воззрений весьма близко подходившие к народничеству, протестовали против именования их народниками. В народничестве Юзова было слишком много примирения с явлениями, возмущавшими гражданское чувство, а ещё более отталкивали грубые нападки на интеллигенцию, обзывание таких писателей, как Н. К. Михайловский, А. Н. Пыпин и др., «либеральными будочниками» и т. д.
По формулировке П. Б. Струве, «народничество — это идеализация… натурального земледельческого хозяйства и первобытного равенства, отживающий экономический строй, возведённый в целую социально-политическую систему».

## Течения
По степени радикализма в народничестве можно различить следующие направления: 1. консервативное, 2. либеральное, 3. либерально-революционное, 4. социально-революционное, 5. анархистское.
Два основных течения — умеренное (либеральное) и радикальное (революционное). Представители умеренного течения стремились к ненасильственным социальным, политическим и экономическим преобразованиям. Представители радикального течения, считавшие себя последователями Чернышевского, стремились к быстрому насильственному свержению существовавшего режима и немедленному осуществлению идеалов социализма.

### Консерваторы

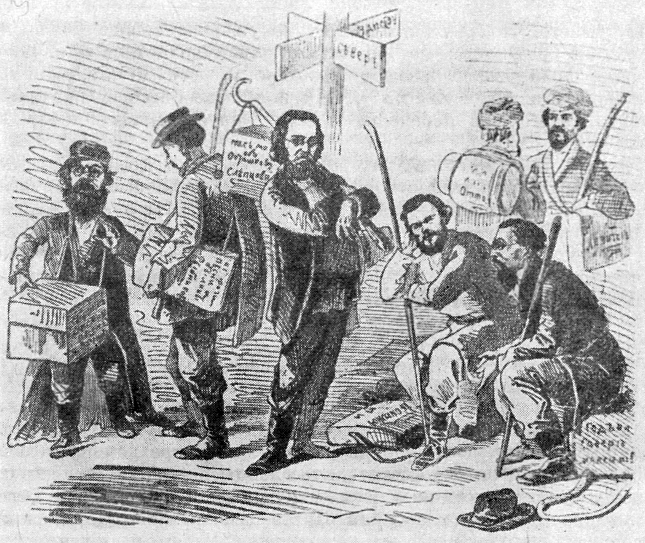
Калики перехожие. Участники этнографических экспедиций конца 1850-х и начала 1860-х гг. Карикатура «Искры» (1864, № 9). На переднем плане: П. И. Якушкин, П. Н. Рыбников, В. А. Слепцов, И. И. Южаков, С. В. Максимов. На заднем плане: И. Л. Отто и А. И. Левитов.

Консервативное (правое) крыло народничества было тесно связано с почвенниками (Аполлоном Григорьевым, Н. Н. Страховым). Его деятельность была представлена, в основном, творчеством журналистов, сотрудников журнала «Неделя» П. П. Червинского и И. И. Каблица.
В легальной печати наиболее ярким выражением народнического настроения 1870-х годов был шум, поднятый по вопросу о «деревне». Небольшая статья в «Неделе» (1875) о том, почему литература пришла в упадок, подписанная никому не известными инициалами П. Ч. и принадлежавшая перу публициста П. П. Червинского, никогда более не останавливавшего на себе внимания большой публики, создала целую литературу журнальных и газетных статей, долго и усердно разбиравших тезис статьи, что интеллигенция должна учиться нравственности у «деревни». В числе лиц, поддержавших это, оказался К. Д. Кавелин, занимавшийся общинным землевладением.
Народные «устои» (общинное начало, артельное начало и брожение религиозной мысли) были не только признаны явлением, достойным уважения, но были поставлены выше духовных устоев интеллигенции. Особенно заметно сказалось новое отношение к народу как в количестве статей, посвящённых народной жизни, так и в общем их направлении. Стремлением к идеализации народа отличалась в особенности «мужицкая беллетристика».
Известная исследовательница А. Я. Ефименко показала высокий нравственный смысл многих начал, лежащих в основе русского обычного права. Приблизительно к этому же времени относится образование специальных комиссий в Географическом и Вольном Экономическом обществах для изучения обычного права, общинного землевладения, раскола, артелей и ряд работ (А. С. Посникова, П. А. Соколовского, В. Орлова, С. Я. Капустина, П. И. Якушкина, Пругавина, В. Е. Варзара, П. С. Ефименко и другие), посвящённых научному констатированию замечательных «особенностей» нашей народной жизни. В этом виде русские «особенности» признавали и противники «деревни».

### Реформисты (либеральные или легальные) — Кадеты
Народники реформисты оформилось на рубеже 1870—1880-х годов. Его идеологами выступали Н. К. Михайловский, С. Н. Кривенко, С. Н. Южаков, И. И. Каблиц, В. П. Воронцов и другие.
Иванов-Разумник характеризовал реформистское народничество «догматическим», «оптимистическим», «некритическим» в отличие от «критического» революционного. Л. А. Тихомиров в статье «Что такое народничество?» хвалил Каблица и Воронцова, отмечал, что в их работах «народничество утратило свой революционный характер». В. И. Ленин превалирование либеральной тенденции среди идеологов народничества относил к 1880—1890-м годам.
На 5-м съезде либеральной организации земских деятелей «Союз земцев-конституционалистов» 9—10 июля 1905 года было принято решение о создании Конституционно-демократической партии, исходя из поставленной членами Союза задачи «объединения земских сил с общенародными» в процессе подготовки к выборам в Государственную Думу. 23 августа 1905 в Москве состоялся 4-й съезд организации либеральной интеллигенции «Союз освобождения», который принял решение о присоединении к «Союзу земцев-конституционалистов» и создании вместе с земскими деятелями единой партии. Избранные обоими Союзами комиссии сформировали Временный комитет, подготовивший объединительный съезд под руководством Павла Николаевича Милюкова.

### Либералы-революционеры — РСДРП
Либерально-революционное (центристское) крыло в 1860—1870-е было представлено Г. З. Елисеевым (редакция журнала «Современник», 1846—1866), Н. Н. Златовратским, Л. Е. Оболенским, Н. К. Михайловским, В. Г. Короленко («Отечественные записки», 1868—1884), С. Н. Кривенко, С. Н. Южаковым, В. П. Воронцовым, Н. Ф. Даниельсоном, В. В. Лесевичем, Г. И. Успенским, А. П. Щаповым («Русское богатство», 1876—1918).
Ведущими идеологами этого направления в народничестве (получившего в советской историографии название «пропагандистского», а в постсоветской — «умеренного») были П. Л. Лавров и Н. К. Михайловский.
Те, кто считал необходимым отказ от методов террора (Плеханов, Л. Г. Дейч, П. Б. Аксельрод, Засулич и др.), объединились в новые политические образования: «Чёрный передел» (имелось в виду перераспределение земли на основании крестьянского обычного права, «по-чёрному») и Южно-русский рабочий союз — Санкт-Петербургское и Киевское крыло соответственно. Обе организации перестали существовать к 1881 году. Позже участники этих организаций, а также Плеханов, Л. Г. Дейч, П. Б. Аксельрод, Засулич и другие перешли на марксистские позиции и создали Российскую социал-демократическую рабочую партию.

### Социал-революционеры — Эсеры
В советской историографии это направление именовалось «заговорщицким» или «бланкистским». Основные теоретики социально-революционного течения русского народничества — П. Н. Ткачев и в определённой мере Н. А. Морозов. Ткачев утверждал, что самодержавие в России не имеет социальной опоры ни в одном сословии русского общества и его можно будет быстро ликвидировать. Для этого «носители революционной идеи», радикальная часть интеллигенции, должны были создать строго законспирированную организацию, способную захватить власть и превратить страну в большую общину-коммуну.
Во второй половине 1890-х небольшие народнические группы и кружки, существовавшие в Петербурге, Пензе, Полтаве, Воронеже, Харькове, Одессе объединились в Южную партию социалистов-революционеров (1900), другие — в «Союз эсеров» (1901). Их организаторами выступили М. Р. Гоц, О. С. Минор и др. — бывшие народники. В 1902 году была создана Партия социалистов-революционеров, идеологией которой было народничество.

### Анархисты
Если Ткачев и его последователи верили в политическое объединение единомышленников во имя создания государства нового типа, то анархисты оспаривали необходимость преобразований в рамках государства. Их идеологами были М. А. Бакунин и П. А. Кропоткин. Оба они скептически относились к любой власти, считая её подавляющей свободу личности и порабощающей её.
Бакунин считал русского человека бунтарем «по инстинкту, по призванию», а у народа в целом, полагал он, в течение многих веков уже выработался идеал свободы. Поэтому он полагал, что революционерам осталось лишь перейти к организации всенародного бунта (отсюда — наименование в марксистской историографии возглавляемого им крыла народничества «бунтарским»). Цель бунта по Бакунину — не только ликвидация существующего государства, но и недопущение создания нового.
Кропоткин делал акцент на решающей роли масс в переустройстве общества, призывал «коллективный ум» народа к созданию коммун, автономий, федераций.

## История революционного народничества
Нелегальные и полулегальные народнические кружки начали революционную работу «в народе» ещё до отмены крепостного права в 1861 году. По методам борьбы за идею эти первые кружки заметно различались: пропагандистское и заговорщицкое направления существовали уже в рамках движения «шестидесятников» (народников 1860-х).
Пропагандистский студенческий кружок существовал в Харьковском университете (1856—1858), в 1861 году кружок пропагандистов П. Э. Агриропуло и П. Г. Заичневского был создан в Москве. Члены его считали необходимым свержение монархии путём революции. Политическое устройство России представлялось ими в виде федеративного союза областей во главе с выборным национальным собранием.
В 1861—1864 годах наиболее влиятельным тайным обществом Петербурга была первая «Земля и воля». Его члены (А. А. Слепцов, Н. А. Серно-Соловьевич, А. А. Серно-Соловьевич, Н. Н. Обручев, В. С. Курочкин, Н. И. Утин, С. С. Рымаренко), вдохновленные идеями А. И. Герцена и Н. Г. Чернышевского, мечтали о создании «условий для революции». Они ждали её к 1863 году — после завершения подписания уставных грамот крестьянам на землю. Общество, располагавшее местом распространения печатной продукции (книжным магазином А. А. Серно-Соловьевича и Шахматным клубом) выработало свою программу — передача земли крестьянам за выкуп, замена правительственных чиновников выборными лицами, сокращение расходов на войско и императорский двор. Однако эти программные положения не получили широкой поддержки в народе, и организация самораспустилась, оставшись даже не раскрытой имперскими охранительными органами.
Из кружка, примыкавшего к «Земле и воле», в 1863—1866 годах в Москве выросло тайное революционное общество Н. А. Ишутина («ишутинцев»), целью которого была подготовка крестьянской революции путём заговора интеллигентских групп. В 1865 входившие в него П. Д. Ермолов, М. Н. Загибалов, Н. П. Странден, Д. А. Юрасов, Д. В. Каракозов, П. Ф. Николаев, В. Н. Шаганов, О. А. Мотков установили связи с петербургским подпольем через И. А. Худякова, а также с польскими революционерами, русской политической эмиграцией и провинциальными кружками в Саратове, Нижнем Новгороде, Калужской губернии и др. Пытаясь воплотить в жизнь идеи Чернышевского по созданию артелей и мастерских, сделать их первым шагом будущего социалистического преобразования общества, они создали в 1865 году в Москве бесплатную школу, переплетную (1864) и швейную (1865) мастерские, ватную фабрику в Можайском уезде на началах ассоциации (1865), вели переговоры о создании коммуны с рабочими железоделательного Людиновского завода Калужской губернии.
К началу 1866 у «ишутинцев» появились небольшое, но сплоченное центральное руководство («Ад»), собственно тайное общество («Организация») и примыкавшие к нему легальные «Общества взаимного вспомоществования». «Ишутинцы» подготавливали побег Чернышевского с каторги (1865—1866), но их успешную деятельность прервало 4 апреля 1866 несогласованное с товарищами покушение одного из членов кружка, Д. В. Каракозова, на императора Александра II. По «делу о монархоубийстве» под следствие попало более 2 тыс. народников; из них 36 были приговорены к разным мерам наказания.
В 1869 в Москве и Петербурге начала деятельность организация «Народная расправа» (77 человек во главе С. Г. Нечаевым). Целью её была также подготовка «народной мужицкой революции». Члены организации оказались жертвами шантажа и интриг её руководителя. Когда член «Народной расправы» студент И. И. Иванов выступил против её руководителя, он был обвинен Нечаевым в предательстве и убит. Это преступление раскрыла полиция, организация была разгромлена, сам Нечаев бежал за границу, но был там арестован, выдан российским властям и судим как уголовный преступник.
1870-е годы выдвигают на первый план беспредельное народолюбие; «кающиеся дворяне» (по меткому выражению Н. К. Михайловского) всецело посвящают свою жизнь тому, чтобы загладить перед мужиком вековую вину барства-интеллигенции. С конца 1860-х в крупных городах России действовало несколько десятков народнических кружков, самым заметным из которых стал кружок созданный М. А. Натансоном и Н. В. Чайковским. В кружке «чайковцев» (Н. В. Чайковский осуществлял сношения с легальным миром, поэтому название по его имени условно) участвовали такие в будущем известные революционеры как С. М. Кравчинский, П. А. Кропоткин, Ф. В. Волховский, С. С. Синегуб, Н. А. Чарушин и др.

### Пропаганда или Хождение в народ
Бакунин считал русский народ «Народом-бунтарём» и, много читавшие и обсуждавшие труды Бакунина, «чайковцы» считали крестьян «стихийными социалистами», которых осталось только «разбудить» — пробудить в них «социалистические инстинкты», для чего предлагалось вести пропаганду среди столичных рабочих-отходников, временами возвращавшихся из города в деревню.

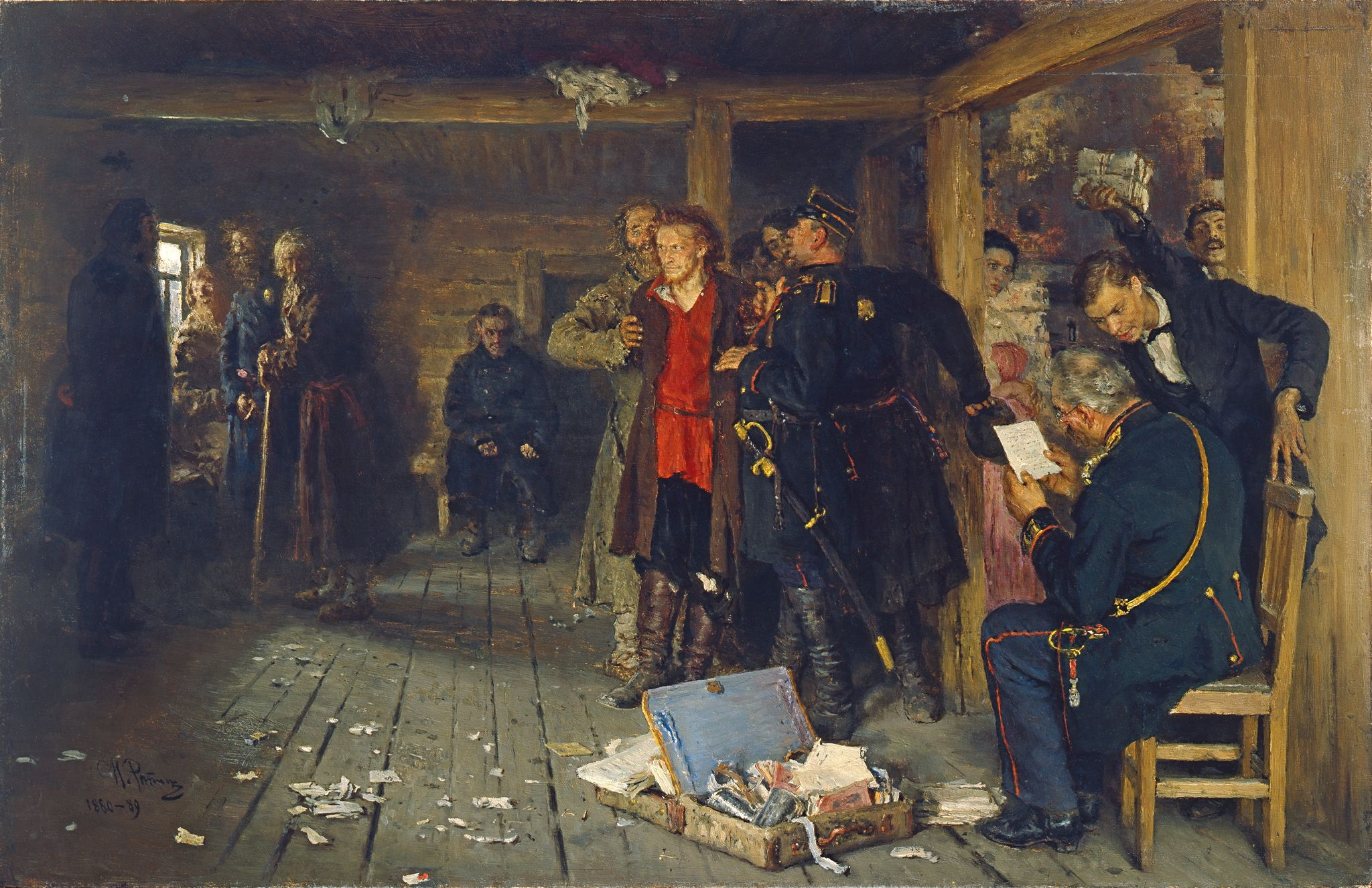
Арест пропагандиста, картина И. Репина

Весной и летом 1874 «чайковцы», а вслед за ними и члены других кружков отправились для ведения пропаганды в деревни Московской, Тверской, Курской и Воронежской губерний. Это движение получило наименование «летучей акции», а позже — «первого хождения в народ». Переходя из деревни в деревню, сотни студентов, гимназистов, молодых интеллигентов, одетых в крестьянскую одежду и пытавшихся разговаривать, как крестьяне, раздавали литературу и убеждали крестьян, что империализм «более терпеть нельзя». Но крестьяне относились к чужакам настороженно, их призывы расценивали как странные и опасные. К рассказам о «светлом будущем» они относились, по воспоминаниям самих народников, как к сказкам («Не любо — не слушай, а врать не мешай!»). Н. А. Морозов, в частности, вспоминал, что спрашивал крестьян: «Ведь земля божия? Общая?» — и слышал в ответ: «Божия там, где никто не живёт. А где люди — там она человеческая». К осени 1874 «хождение в народ» пошло на убыль и начались правительственные репрессии. К концу 1875 более 900 участников движения (из 1000 активистов) а также около 8 тыс. сочувствующих и последователей было арестовано и осуждено, в том числе по самому громкому делу — «Процессу 193-х».

### Земля и Воля
В конце 1874 года в Москве была создана группа под названием «Всероссийская социально-революционная организация». После арестов и процессов 1875 — начала 1876 она целиком вошла в созданную в 1876 новую, вторую «Землю и волю» (названную так в память о предшественниках). Работавшие в ней М. А. Натансон и О. А. Шлейснер (муж и жена), Г. В. Плеханов, Л. А. Тихомиров, О. В. Аптекман, А. А. Квятковский, Д. А. Лизогуб, А. Д. Михайлов, позже — С. Л. Перовская, А. И. Желябов, В. И. Фигнер и другие настаивали на соблюдении принципов конспирации, подчинения меньшинства большинству. Эта организация представляла собой иерархически построенный союз, во главе которого стоял руководящий орган («Администрация»), которому подчинялись «группы» («деревенщики», «рабочая группа», «дезорганизаторы» и др.). Филиалы организации имелись в Киеве, Одессе, Харькове и других городах. Предполагалось осуществление крестьянской революции, программа организации предусматривала, что принципы коллективизма и анархизма (бакунизм) будут основами государственного устройства, наряду с обобществлением земли и заменой государства федерацией общин.

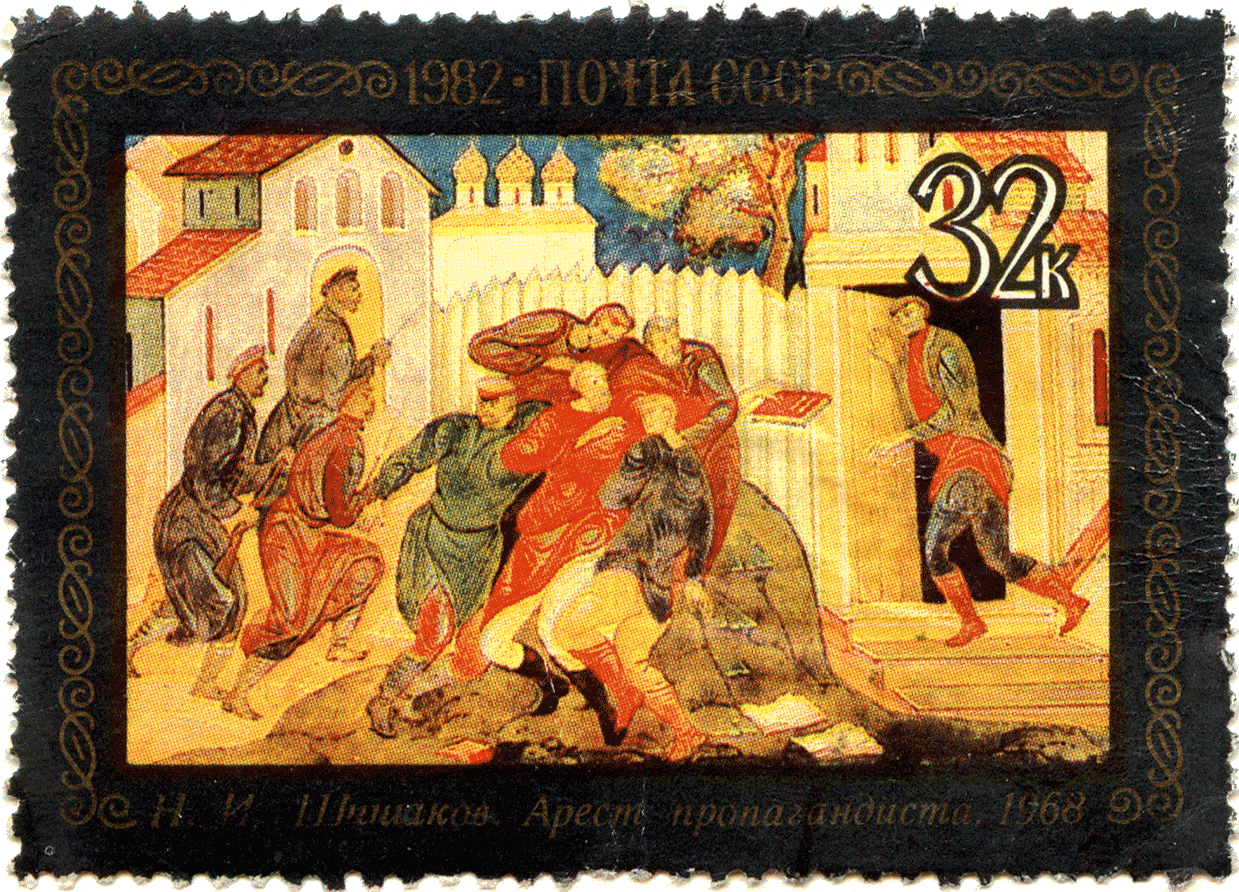
Н. И. Шишаков. «Арест пропагандиста». 1968 г. Почтовая марка СССР, 1982 г.,

В 1877 году в «Землю и волю» входило около 60 человек, сочувствующих — около 150. Её идеи распространялись через социально-революционное обозрение «Земля и воля» (Петербург, № 1-5, октябрь 1878 — апрель 1879) и приложение к нему «Листок „Земли и воли“» (Петербург, № 1-6, март-июнь 1879). Часть сторонников пропагандистской работы настаивала на переходе от «летучей пропаганды» к поселению революционеров в деревне на продолжительное время для ведения пропаганды (это движение получило в литературе наименование «второго хождения в народ»). На этот раз пропагандисты вначале осваивали ремесла, которые должны были пригодиться на селе, становились врачами, фельдшерами, писарями, учителями, кузнецами, дровосеками. Оседлые поселения пропагандистов возникли вначале в Поволжье (центр — Саратовская губерния), затем в Донской области и некоторых других губерниях. Однако постоянное пребывание в деревне ощутимых результатов по сближению с крестьянством не дало и к концу 1878 года из-за репрессий правительства в деревнях осталось всего два поселения народников. Была создана и «рабочая группа», чтобы продолжать агитацию на заводах и предприятиях Петербурга, Харькова и Ростова. «Земля и воля» организовала первую в истории России демонстрацию — 6 декабря 1876 у Казанского собора в Петербурге. На ней было развернуто знамя с лозунгом «Земля и воля», выступил с речью Г. В. Плеханов.
Народники Юга России встали на путь терроризма, представив это как организацию актов самозащиты и мести за злодеяния имперской администрации. 24 января 1878 В. И. Засулич совершила покушение на петербургского градоначальника Ф. Ф. Трепова, распорядившегося высечь политзаключенного-студента А. С. Боголюбова. В том же месяце кружок В. А. Осинского — Д. А. Лизогуба, действовавший в Киеве и Одессе, организовал убийства агента полиции А. Г. Никонова, киевского жандармского ротмистра Г. Э. Гейкинга (инициатора высылки революционно настроенных студентов) и харьковского генерал-губернатора Д. Н. Кропоткина. 4 августа 1878 г. C. М. Степняк-Кравчинский убил кинжалом петербургского шефа жандармов Н. В. Мезенцова в ответ на подписание им приговора о казни революционера И. М. Ковальского. 13 марта 1879 было совершено покушение на преемника Мезенцова — генерала А. Р. Дрентельна. Листок «Земли и воли» (главный редактор —Н. А. Морозов) окончательно превратился в орган террористов.
Ответом на теракты землевольцев стали репрессии. По России прошёл десяток показательных политических процессов с приговорами по 10-15 лет каторги за печатную и устную пропаганду, было вынесено 16 смертных приговоров (1879) уже только за «принадлежность к преступному сообществу» (об этом судили по обнаруженным в доме прокламациям, доказанным фактам передачи денег в революционную казну и пр.). В этих условиях подготовку А. К. Соловьевым покушения на императора 2 апреля 1879 многие члены организации расценили неоднозначно: часть их протестовала против теракта, считая, что он погубит дело революционной пропаганды.

#### Раскол
В мае 1879 террористы создали группу «Свобода или смерть». 15 июня 1879 сторонники активных действий собрали в Липецке съезд для выработки дополнений к программе организации и общей позиции. 19-21 июня 1879 на съезде в Воронеже землевольцы попытались урегулировать противоречия между террористами и пропагандистами и сохранить единство организации, но неудачно: 15 августа 1879 «Земля и воля» распалась на две противоположные части: умеренную и радикальную.
Те, кто считал необходимым отказ от методов террора (Плеханов, Л. Г. Дейч, П. Б. Аксельрод, Засулич и др.) объединились в новое политическое образование, назвав его «Черный передел» (имелось в виду перераспределение земли на основании крестьянского обычного права, «по-черному»)
Сторонники террора (то есть более радикального подхода), бывшие выходцы из северно-русского рабочего союза создали организацию «Народная воля». За короткий срок, в течение года, народовольцы создали разветвленную организацию во главе с Исполнительным комитетом. В него вошли 36 человек, в том числе Желябов, Михайлов, Перовская, Фигнер, М. Ф. Фроленко. Исполкому подчинялось около 80 территориальных групп и около 500 самых активных народовольцев в центре и на местах, которым в свою очередь удалось объединить несколько тысяч единомышленников. Народовольцами было совершено 5 покушений на Александра II (первое — 18 ноября 1879). 1 марта 1881 г. император был ими убит.
После этого начались массовые аресты, завершившиеся серией судебных процессов («Процесс двадцати», «Процесс семнадцати», «Процесс четырнадцати» и др.). Казнь членов Исполкома «Народной воли» была довершена разгромом её организаций на местах. Всего с 1881 по 1884 было репрессировано около 10 тысяч человек.
16 отколовшихся от «Земли и воли» и вошедших в «Чёрный передел» народников-«деревенщиков» (Плеханов, Засулич, Дейч, Аптекман, Я. В. Стефанович и др.) получили некоторую часть денежных средств и типографию в Смоленске, издававшую для рабочих и крестьян газету «Зерно» (1880—1881), но она вскоре также была разгромлена. Они продолжали вести работу среди военных, студентов, организовали кружки в Петербурге, Москве, Туле и Харькове. После ареста части чернопередельцев в конце 1881 — начале 1882, Плеханов, Засулич, Дейч и Стефанович эмигрировали в Швейцарию, где, ознакомившись с марксистскими идеями, создали в 1883 в Женеве группу «Освобождение труда».
В 1885 в Екатеринославе собрался съезд южных народовольцев (Б. Д. Оржих, В. Г. Богораз и др.). В конце декабря 1886 в Петербурге возникла Террористическая фракция партии «Народная воля» (А. И. Ульянов, П. Я. Шевырёв и другие). Они были близки к марксизму — не признавали факта существования капитализма в России, ориентировались на рабочих — «ядро социалистической партии». Народовольческие и идейно близкие к ним организации продолжали действовать и в 1890-е в Костроме, Владимире, Ярославле. В 1891 году в Петербурге работала «Группа народовольцев», в Киеве — «Южнорусская группа народовольцев».
В 1893—1894 «Социально-революционная партия Народного права» (М. А. Натансон, П. Ф. Николаев, Н. С. Тютчев и др.) поставила задачей объединить антиправительственные силы страны, но это ей не удалось. Среди революционной молодежи выросла популярность марксизма.
Во второй половине 1890-х небольшие народнические группы и кружки, существовавшие в Петербурге, Пензе, Полтаве, Воронеже, Харькове, Одессе объединились в Южную партию социалистов-революционеров (1900), другие — в «Союз эсеров» (1901). Их организаторами выступили М. Р. Гоц, О. С. Минор и др. — бывшие народники. В 1902 году была создана Партия социалистов-революционеров, идеологией которой было народничество.

## «Теория малых дел»
В 1880—1890-е годы популярность революционных идей уменьшилась. Стала популярной так называемая «теория малых дел». Сотрудник газеты «Неделя» Я. В. Абрамов в 1890-х утверждал, что задача интеллигенции — помощь крестьянству в преодолении трудностей рыночной экономики; при этом он указал на возможную форму такой практики — деятельность в земствах. Абрамов обращался к врачам, учителям, агрономам с призывом помочь собственным трудом положению русского мужика. По существу, Абрамов выдвинул идею деполитизированного «хождения в народ» под лозунгом осуществления малых дел ради народа.
С середины 1880-х главным печатным органом либеральных народников стал журнал «Русское богатство», издававшийся с 1880 года артелью писателей (Н. Н. Златовратский, С. Н. Кривенко, Е. М. Гаршин и др.). С 1893 новая редакция журнала (Н. К. Михайловский, В. Г. Короленко, Н. Ф. Анненский) сделала его центром общественных дискуссий по вопросам жизни деревни.
Писатели, группирующиеся около журнала «Новое Слово» и главным теоретиком которых являлся В. П. Воронцов, который предлагал программу государственного регулирования экономики, при осуществлении которых крестьянское хозяйство могло бы приспособиться к товарно-денежным отношениям, сами себя не называли «народниками», но и не возражали, когда их так называют другие.
В 1880-х и 1890-х гг. развитию народнического настроения способствовали А. Н. Энгельгардт, с его увещаниями «сесть на землю», и Лев Толстой, с его опрощением, в основе которого лежит представление о нравственном превосходстве народа над образованными классами.

## Неонародничество
На рубеже XIX—XX веков и возрождавшееся революционное народничество, и умеренное народничество трансформировались в неонародничество на основе синтеза народнических и некоторых социал-демократических идей. Неонародники принимали ряд социологических положений марксизма (роль классовой борьбы в истории), однако критиковали его за сведение всего многообразия социальной и духовной жизни к экономическому базису и преувеличение роли пролетариата в процессе социализации общества. Признавали факт развития капитализма в России, считали его результатом политики правительства, а не следствием закономерного развития. Доказывали устойчивость мелких крестьянских и кустарных хозяйств, придавали важное значение кооперации. В неонародничестве сохранилось разделение на радикальное (эсеры) и умеренное (партия народных социалистов) направления.

## Легальная политическая деятельность после Манифеста 17 октября 1905 года

### Трудовая группа
Трудовая группа возникла в 1-й Государственной думе в апреле 1906 года как фракция депутатов из крестьян и интеллигентов народнического направления.
Основателями группы были Аладьин, Аникин, Жилкин, Бондарев, Шапошников, Онипко.

## Историография
Как отмечает проф. МГУ M. А. Маслин, начавшиеся в СССР в 1920—30-х гг. исследования идеологии революционного народничества были прекращены по прямому указанию Сталина после выхода в свет в 1937 г. «Краткого курса истории ВКП(б)» и возобновились только в 1960-х гг. 1960—80-е гг. характеризуются возрождением интереса к народничеству и его философии.